# أوروش بيتروفيتش (كرة سلة)
أوروش بيتروفيتش مواليد 8 أغسطس 1990 في صربيا، هو لاعب كرة سلة صربي. بدأ مسيرته الاحترافية في سنة 2008. يلعب مع نادي بيناس ويسكا لكرة السلة في الدوري الإسباني لكرة السلة الدرجة الثانية. يبلغ طوله 6 قدم 9 بوصة (2.1 م). لعب مع نادي أتلتاس لكرة السلة.

## روابط خارجية
- أوروش بيتروفيتش على موقع الاتحاد الدولي لكرة السلة (الإنجليزية)
- أوروش بيتروفيتش على موقع الدوري الأوروبي لكرة السلة (الإنجليزية)
- أوروش بيتروفيتش على موقع كرة السلة الأوروبية.كوم (الإنجليزية)
- أوروش بيتروفيتش على موقع ريلجم (الإنجليزية)
- أوروش بيتروفيتش على موقع بروبوليرز (الإنجليزية)
- أوروش بيتروفيتش على موقع سبورتس رفرنس (الإنجليزية)